# Maria Ann Smith
Maria Ann Smith, född Sherwood 1799 i England, död 9 mars 1870 i Australien, var en fruktodlare som utvecklade äppelsorten Granny Smith.

## Biografi
Maria Ann Smith kom från en familj med lantbrukare i Sussex i England och gifte sig med Thomas Smith 1819. Familjen Smith emigrerade tillsammans med ett antal lantbrukarfamiljer från Sussex och Kent till New South Wales i Australien 1838. I Australien kom familjen att etablera fruktodlingar efter att ha köpt mark 1855.

## Granny Smith-äpplet
Maria Ann Smith utvecklade äppelsorten Granny Smith utifrån frön tagna från en fransk vildapel som vuxit i Tasmanien. Fröna användes sedan i de egna odlingarna, men det var först efter hennes död som äpplena blev alltmer populära. 1895 blev äpplena godkända för export från Australien.